# Konkurencja (ekologia)

Nisze ekologiczne dwóch z pięciu żerujących w lesie szpilkowym gatunków lasówek z rodzaju Setophaga (Dendroica, Setophaga) – Dendroica tigrinai i Dendroica castanea. Przykład podziału siedliska w wyniku konkurencji; cyfry – numery stref wysokości (po 3 m)

Konkurencja (łac. concurrentia ‘współzawodnictwo’) – jedna z antagonistycznych interakcji międzypopulacyjnych, w której dwie populacje tego samego lub różnych gatunków, zazwyczaj o podobnych wymaganiach środowiskowych, rywalizują o ten sam czynnik środowiskowy (np. pokarm, partnera, przestrzeń, światło, wodę, sole mineralne). Jest to jeden z zasadniczych czynników doboru naturalnego. Im bliżej dwa konkurujące gatunki są ze sobą spokrewnione i im bardziej podobne są ich wymagania życiowe, tym silniejsza będzie konkurencja między nimi (np. wypieranie szczura śniadego przez szczura wędrownego, konkurowanie chwastów z roślinami uprawnymi o światło i składniki mineralne czy rywalizacja hien z sępami o padlinę). Konkurencja jest ostrzejsza i bardziej zacięta także w przypadku wysokiego zagęszczenia populacji oraz znacznego deficytu zasobu, o który populacje ze sobą konkurują.
Konkurencję można podzielić na:
- wewnątrzgatunkową[2] – redukuje szybkość wzrostu populacji proporcjonalnie do częstości spotkań osobników tego samego gatunku; jest czynnikiem limitującym wielkość, kształt i gęstość populacji, ponieważ wpływa na rozmnażanie i tendencje migracyjne; może prowadzić do powiększenia niszy ekologicznej i terytorializmu, a także do rozszerzenia zasięgu geograficznego gatunku[5]; może doprowadzić do zajęcia przez słabszą populację niszy o mniej optymalnych warunkach;
- zewnątrzgatunkową[2] – redukuje szybkość wzrostu populacji proporcjonalnie do częstości spotkań osobników różnych gatunków; może doprowadzić do zrównoważonego dopasowania się gatunków lub do tego, że jedna populacja zastąpi drugą albo zmusi ją do zajęcia innej niszy ekologicznej (np. inne pożywienie, okresy aktywności). Szczególnie silnie proces ten zachodzi dla gatunków blisko ze sobą spokrewnionych, o podobnych wymaganiach, zajmujących w naturalny sposób podobne nisze. Zjawisko separacji gatunków blisko spokrewnionych nazywane jest zasadą Gausego.

Ze względu na charakter wyróżnia się natomiast konkurencję:
- bezpośrednią – organizmy wchodzą ze sobą w kontakt fizyczny[3], wzajemnie szkodzą sobie, ograniczając możliwość rozwoju, nawet jeśli zasoby środowiska są nieograniczone;
- pośrednią – organizmy wzajemnie szkodzą sobie, tylko rywalizując o ograniczone zasoby środowiska[3].

Klasyczne opracowanie matematyczne konkurencji opisuje jedno z równań Lotki i Volterry.
Regulacja konkurujących ze sobą populacji zachodzi albo poprzez wyginięcie jednej z nich (skrajna dominacja), albo przez dopasowanie ich nisz ekologicznych (zwężenie albo zmianę).